# Nesticus carpaticus
Nesticus carpaticus är en spindelart som beskrevs av Margareta Dumitrescu 1979. Nesticus carpaticus ingår i släktet Nesticus och familjen grottspindlar.
Artens utbredningsområde är Rumänien. Inga underarter finns listade i Catalogue of Life.